# Sericopelma melanotarsum
Sericopelma melanotarsum är en spindelart som beskrevs av Valerio 1980. Sericopelma melanotarsum ingår i släktet Sericopelma och familjen fågelspindlar.
Artens utbredningsområde är Costa Rica. Inga underarter finns listade i Catalogue of Life.